# Glosar de literatură
Prezentul glosar conține termeni din teoria literaturii, termeni literari, bibliologie, caligrafie, publicistică, retorică.

## A
- abecedar - manual elementar pentru învățarea scrisului și cititului.
- abreviator - persoană care prelucrează, restrângând sau prescurtând, scrierile unui autor.
- abrupt - (despre stil sau despre creații artistice) alcătuit din contraste puternice, din elemente contrastante inegal, fără legătură între ele.
- abstract - expunere sumară a conținutului esențial al unui document sau al unei lucrări.
- absurd, literatură a ~ului - direcție estetică în teatrul și romanul occidental de după cel de-al Doilea Război Mondial, care își propune să înfățișeze absurdul însoțit de un sentiment de anxietate metafizică față de condiția umană, ea însăși considerată absurdă.
- academic, stil ~ - stil de exprimare sobru, corect, științific, dar convențional, rece.
- acatalectic - (în versificația greacă și latină) vers căruia nu-i lipsește nici o silabă.
- accentic - (despre structura versurilor) bazat pe accente.
- accentuativ, vers ~ - vers tipic pentru limbile romanice, constituit dintr-o serie de silabe accentuate și neaccentuate, dispuse după anumite reguli, și în care elementul fundamental al ritmului este accentul.
- accesibilitate - calitate a unei opere literare de a fi înțeleasă și asimilată cu ușurință de către cititori, opusă formalismului și ermetismului care restrânge accesul cititorului la conținutul operei.
- acoladă - semn grafic de forma a două fragmente de arc unite, prin care se arată că mai multe cuvinte, formule sunt legate între ele.
- acmeism (sau akmeism) - curent literar modernist în literatura rusă de la începutul secolului al XX-lea, care, contrar simbolismului, promovează ideea clarității și a exactității semantice a cuvintelor.
- acronie - lipsă de concordanță între timpul real al evenimentelor și cronologia ideală a narării lor.
- acrostih:

- poezie sau strofă în care literele inițiale ale versurilor formează un cuvânt sau o propoziție;
- problemă enigmistică a cărei soluție se găsește citind pe verticală, de sus în jos sau invers, inițialele versurilor componente ale unei poezii.
- act - diviziune principală a unei opere dramatice, reprezentând o etapă în desfășurarea acțiunii.
- acta:

- colecție de documente referitoare la un anumit subiect;
- titlu dat unor periodice sau colecție de lucrări științifice.
- acțiune - desfășurarea faptelor într-o operă literară epică sau dramatică; fabulație, subiect, intrigă.
- acțiune dramatică-  ansamblu de mișcări, gesturi și atitudini executate de actor de-a lungul evoluției scenice.
- adagiu - maximă, sentință, aforism, proverb.
- adaptare:

- prelucrarea unei opere literare pentru a trece dintr-un gen literar în altul;
- transpunere în formă scenică, radiofonică sau cinematografică a unei opere literare (adaptare literară).
- addenda - listă de note adăugată în finalul unei opere științifice (note, texte, diagrame etc.) pentru a o completa; vezi și apendice.
- addenda corrige sau addenda et corrigenda - ceea ce se adaugă la o lucrare prin care se și corectează unele greșeli.
- ad litteram - expresie care indică faptul că se reproduce, se respectă întocmai ceea ce a scris sau a spus cineva.
- adnotare - însemnare, notă prin care se explică, se corectează, se întregește un text.
- adnotare bibliografică - scurtă prezentare a unei cărți.
- adonic, vers ~ - vers antic format dintr-un dactil și un troheu sau un spondeu, care încheie o strofă safică.
- aed - poet epic din Grecia antică.
- afabulație - ansamblul faptelor, episoadelor care alcătuiesc subiectul unei opere literare; totalitatea elementelor tematice care alcătuiesc intriga unei opere epice sau dramatice; fabulație.
- afereză:

- poezie rebusistă formată din două părți, prima definind un cuvânt-bază din care, suprimând prima literă, se obține un alt cuvânt definit în a doua parte a poeziei;
- procedeu retoric prin care se respinge ceea ce trebuie respins, enunțându-se ceea ce este demn de reținut.
- aforism:

- judecată cu caracter moral, care exprimă, într-o formă concisă, o părere despre viață (sinonim: maximă, sentință).
- enunț care sugerează un adevăr teoretic.
- agramat - (despre texte) care conține greșeli elementare de gramatică și ortografie.
- agramaticalitate:

- caracterul unui enunț agramatical;
- deviere stilistică și semn de literaritate care orientează procesul de lectură.
- aide-memoire - schiță (scrisă) prezentînd elementele esențiale ale unei discuții sau ale unei înțelegeri care urmează să aibă loc.
- akmeism - vezi acmeism.
- album:

- caiet în care se scriu versuri, citate celebre sau în care se schițează desene.
- caiet sau volum cu foi speciale, în care se păstrează fotografii, ilustrate, mărci poștale etc.;
- colecție de fotografii, de ilustraţii, de schiţe etc, reunite, după o temă unitară, într-un volum.
- alcaic:

- vers ~: vers format din cinci picioare, cu cezura după al doilea;
- strofă ~ă: strofă compusă din două versuri alcaice, unul iambic și unul coriambic.
- aldin:

- (caracter tipografic sau literă tipografică) care are liniile mai groase decît ale celor obișnuite pentru titluri, subtitluri etc.; gras, bold;
- text cules cu aceste litere sau caractere tipografice.
- alegorie:

- procedeu artistic prin care se prezintă lucruri, ființe sau întâmplări prin care să se sugereze realități similare;
- compoziție literară care folosește acest procedeu (fabulă, ghicitoare etc.).
- alegorism - tendința de a interpreta alegoric un text; folosire abuzivă a alegoriei.
- alexandrin, vers ~ - vers compus din 12 silabe, utilizat mai ales în literatura franceză a secolului al XIII-lea.
- alexandrinism:

- manifestare culturală influențată de civilizația elenistică;
- caracterul operei scriitorilor alexandrini sau ale altor scriitori, care se remarcă prin erudiție, subtilitate, rafinament.
- alfabet - totalitatea literelor, dispuse într-o anumită ordine, care servesc la notarea fonemelor unei limbi.
- alfagrafie - metodă de fotografiere a unei grafii ilizibile cu ajutorul razelor alfa.
- aligat - operă de sine stătătoare, tipărită sau manuscrisă, legată împreună cu altele.
- alineat:

- rând cu care începe un text, diferențiat prin distanțare la dreapta;
- porțiune de text care începe cu un astfel de rând.
- aliterație - procedeu stilistic care constă în repetarea aceluiași sunet (sau grup de sunete) pentru a reda o mișcare sau o armonie imitativă.
- alonim - (despre opere, lucrări etc.) care este semnat cu alt nume (de obicei bine cunoscut); persoană care semnează cu alt nume.
- almanah:

- publicație periodică, cu o tematică axată preponderent pe un anumit domeniu (literar, medical etc.) sau alcătuită în scop distractiv;
- publicație periodică, de obicei anuală, care cuprinde, pe lîngă un calendar, indicații astronomice și meteorologice, diverse informații, texte beletristice, culturale etc.
- alter ego - un alt eu (interior); persoană asemănătoare, până la identitate, cu alta.
- aluzie:

- cuvânt, expresie, frază care se referă indirect la o persoană, la o situație etc. sau prin care se vizează, se sugerează ceva;
- figură de gândire bazată pe analogie, în care un cuvânt sau un enunț este folosit pentru a se evoca sau sugera în forme variate o realitate sau un eveniment cu semnificație generală ori abstractă.
- amfibrah - picior de vers compus din trei silabe, fie dintr-o silabă lungă precedată și urmată de două silabe scurte (în metrica antică), fie dintr-o silabă accentuată precedată și urmată de două silabe neaccentuate (în metrica modernă).
- amfiguric - (despre scriere, vorbire, stil) care este confuz, obscur, neinteligibil.
- amfimacru - unitate ritmică în metrica antică greacă și latină, formată dintr-o silabă scurtă, una lungă, urmată de una scurtă.
- amintiri - specie a genului epic, uneori impregnată de lirism, în care autorul relatează întâmplări și impresii din diferite etape ale vieții sale.
- amplificare - înlănțuire de figuri de stil prin care se reiau elementele unei idei sau ale unei descrieri pentru a se reda în chip gradat și viu imaginea unui eveniment, a unui obiect sau a unui tablou.
- amplificare retorică - dezvoltarea ideilor sau argumentelor într-un discurs, constituind o calitate, când cuprinsul este interesant și plăcut, sau un defect, atunci când nu conține nimic nou.
- anaciclic - (despre versuri) care prezintă totdeauna un sens, fie că sunt citite de la început, fie că sunt citite de la sfârșit.
- anaclază:

- distribuire a unei silabe lungi la două picioare metrice; (în metrica greacă și latină) înlocuirea unei silabe lungi cu una scurtă sau invers, în cadrul aceleiași unități ritmice sau la sfârșitul unei unități ritmice și începutul celei care urmează;
- figură de stil prin care oratorul reia o propoziție sau o frază a adversarului în sens diferit sau contrar.
- anacolut - lipsa de continuitate gramaticală între începutul și sfârșitul unei fraze, datorită faptul că vorbitorul trece la altă idee.
- anacronie - (termen care desemnează toate formele de) discordanță între timpul real al desfășurării evenimentelor și cronologia ideală a narării lor.
- anacruză - prima silabă neaccentuată a unui vers, care nu face parte din impulsul metric și este nesemnificativă din punct de vedere al conținutului.
- anadiploză - vezi repetiție.
- anaforă - procedeu stilistic care constă în repetarea aceluiași cuvânt la începutul mai multor fraze sau părți de frază.
- anaforic - (despre cuvinte) care reia o noțiune, o idee exprimată anterior.
- anagogie - trecere de la particular la general, de la literă la spirit.
- anagramă - schimbare a ordinii literelor unui cuvânt pentru a obține un altul.
- anale:

- scriere cu caracter istoric, în care evenimentele sunt expuse cronologic, an de an, fără niciun fel de interpretare sau generalizare;
- publicație cu caracter periodic, care conține comunicări, însemnări, dări de seamă privind activitatea unei instituții, a unei societăți.
- analecte - culegere de fragmente în proză sau versuri, selectate din operele unora sau mai multor scriitori.
- analepsă - evocare ulterioară a unui eveniment (istoric); sinonim: flashback.
- analiză literară - examinare, caracterizare și apreciere critică a conținutului și a formei unei opere literare.
- analiză psihologică - examinare a diferitelor stări sufletești și a motivelor lor (într-o scriere dramatică etc.).
- anantapodotón - anacolut în care din două elemente corelative ale unei expresii alternative unul lipsește sau este înlocuit cu un cuvânt corespunzător, creându-se o elipsă sintactică cu efect de întrerupere sau de schimbare bruscă a firului gândirii.
- anapest - picior de vers compus din trei silabe, care, în metrica antică, primele două sunt scurte, iar a treia lungă, iar în metrica modernă, primele două sunt neaccentuate, urmate de una accentuată; este inversul dactilului.
- anastatic - (despre textul unei opere tipărite sau litografiate) reprodus identic, prin imprimare sau gravare cu ajutorul unor procedee chimice, fără a mai fi cules din nou în tipografie.
- anastrofă - procedeu stilistic constând din schimbarea ordinii gramaticale obișnuite a cuvintelor, cu scopul de a atrage atenția asupra unui detaliu.
- anecdotă

- scurtă povestire hazlie cu un final neașteptat, bazat pe întâmplări din viața reală, cultivată și ca specie literară sau folclorică; snoavă;
- detaliu istoric puțin cunoscut din istorie, din viața social-politică sau din viața particulară a unei personalități;
- totalitatea întâmplărilor descrise într-o operă literară; intrigă, scenariu, acțiune epică.
- anecdotic:

- cu caracter de anecdotă;
- schema desfășurării epice a unei povestiri, a unui film etc; nucleu epic;
- (prin extensie) intrigă, scenariu.
- anepigraf(ic) - (despre scrieri) care nu are titlu.
- anereză - combatere directă a unui argument.
- anexă - material de completare la un text, pe care îl întregește sau îl lămurește.
- anominație - figură sintactico-semantică constând în repetarea unui nume propriu, de obicei de persoană, prin apelativul din care provine prin antanaclază.
- anonim - (despre opere literare) al cărui autor nu este cunoscut.
- anopistograf(ic) - (text) scris sau tipărit pe o singură față a foii.
- antanaclază - figură de stil care constă în repetarea succesivă a unui cuvânt, folosit anterior cu alt sens, din motive stilistice.
- antanagogă - (în retorică) răspuns la o acuzație; contraargument.
- antecedent - termenul deplin referențial care este reluat printr-un anafor.
- antedatare - punere a unei date anterioare celei reale pe un text, pe o scrisoare etc.
- antet - indicație în partea de sus a unui document sau a unui plic, care conține numele, adresa și numărul de telefon al unei persoane, instituții, societăți etc.
- antetitlu - indicație de titlu, plasată înaintea acestuia; uneori conține numele colectivității responsabile de apariția lucrării, numele colecției, seriei, tematicii etc. (sinonim: avant-titlu).
- anticalofilie - respingere a cultivării excesive a frumuseții stilistice; însușire a stilului de a fi mai putin cizelat.
- anticategorie - figură de stil prin care se răspunde unor acuzații.
- anticlimax - figură de stil care constă în dispunerea în ordine descrescătoare ca intensitate și forță a unei serii de concepte sau cuvinte, în special în opoziție stilistică, cu o gradație ascendentă.
- antierou - personaj negativ al unei opere literare tradiționale, ale cărui trăsături sînt opuse celor ale eroului, sau personaj banal, anonim, lipsit de aură eroică, în literatura modernă.
- antifrază - folosire a unui cuvânt sau a unei expresii cu un sens contrar adevăratului înțeles, pentru a obține un efect ironic.
- antiliteratură:

- creație literară experimentală care neagă valoarea principiilor, a procedeelor estetice general acceptate, tradiționale;
- creație literară lipsită de valoare artistică.
- antimemorii - creație literară cu caracter evocator care respinge procedeele consacrate ale genului memorialistic.
- antimetabolă - figură de stil care constă în repetarea acelorași cuvinte în ordine inversă, prin care se schimbă de obicei sensul comunicării; sinonime: antimetalepsă, antimetateză.
- antimetalepsă - vezi antimetabolă.
- antimetateză - vezi antimetabolă.
- antipalagă - anacolut în care discontinuitatea sintactică reprezintă o abatere de la congruența cauzală în propoziție; schimbare reciprocă, permutare a cazurilor și a modurilor.
- antiparastază - figură retorică prin care se urmărește să se probeze că un fapt incriminat este, din contra, demn de laudă, merituos.
- antipiesă:

- piesă de teatru care nu respectă procedeele dramatice consacrate și care promovează o nouă estetică; antiteatru;
- piesă fără valoare artistică; parodie a unei piese.
- antipoezie - poezie care nu respectă estetica liricii și care ilustrează o nouă estetică; poezie fără valoare artistică.
- antiptoză - figură de stil realizată (la nivel morfologic) prin substituirea unor cuvinte pe baza echivalenței cazurilor.
- antirealism - contestare a realismului în literatură, în estetică etc.
- antiroman - (gen de) roman apărut în deceniul al patrulea al secolului al XX-lea, în cadrul noului val al literaturii franceze, care promovează o nouă estetică, bazată pe reflectarea unei realități "nude", "imediate", cât mai puțin alterată de procedee artistice convenționale.
- antispast - (în versificația antică greacă și latină) picior de vers compus din patru silabe: două silabe lungi între două silabe scurte.
- antistrofă:

- (în poezia lirică și în drama greacă veche) parte cântată de cor cu melodie distinctă, urmând după strofă;
- figură retorică prin care se repetă același cuvânt de mai multe ori într-o frază.
- antiteatru - vezi antipiesă.
- antitetic - care conține sau care formează o antiteză; care folosește antiteza.
- antiteză - procedeu de stil care se bazează pe opoziția dintre două cuvinte, două idei, două amănunte.
- antologare - a selecta texte pentru o antologie; a întocmi o antologie.
- antologie - culegere de texte integrale sau fragmentare, reprezentative pentru opera unuia sau mai multor autori (vezi și crestomație, culegere).
- antonomază (sau antonomasie) - procedeu stilistic prin care se folosește un nume propriu în locul unui nume comun sau un nume comun ori o perifrază în locul unui nume propriu.autori, pentru o perioadă a unei literaturi, o anumită orientare, o anumită temă, idee etc.
- antorism - procedeu stilistic care constă în înlocuirea unui cuvânt cu altul, considerat mai exact sau mai expresiv, mai elocvent.
- antropologie a scriitorului - metodă științifică bazată pe analogia de structură și dezvoltare între operă și autorul ei, care permite înțelegerea scriitorului în relația sa cu opera.
- antúm - (despre scrieri) care este publicat în timpul vieții autorului.
- anuar - publicație periodică anuală, cuprinzând informații despre activitatea unei instituții, societăți, organizații etc. (vezi și anale).
- anvelopă - învelitoare de carte; supracopertă.
- aparat critic -  totalitatea notelor lămuritoare introduse la editarea unui text, cu scopul de a permite controlul modului în care a fost alcătuită lucrarea respectivă.
- aparat de lectură - dispozitiv prevăzut cu o lupă puternică și cu un ecran luminos, servind la citirea microcopiilor și a microfilmelor.
- apéndice - anexă, adaos, supliment la o publicație; vezi și addenda.
- apocrif - (despre un document sau o scriere) atribuit unui alt autor decât celui adevărat.
- apodioxis - figură retorică, care constă în respingerea unui argument ca fiind absurd.
- apoftegmă - maximă, adagiu, sentință aparținând unui personaj celebru, de obicei din Antichitate.
- apokinu - figură de stil care constă în folosire a unei părți de propoziție subordonată la două cuvinte regente.
- apolog - narațiune în proză sau în versuri cu conținut moralizator, prezentat în formă alegorică; vezi și : parabolă, fabulă.
- apologie - scriere sau cuvântare de susținere, laudă exagerată a unei persoane sau a unui lucru.
- aposiopéză - figură de stil constând în întreruperea unei propoziții sau fraze din cauza grabei, ori pentru că interlocutorul (auditorul, cititorul) poate înțelege singur ce ar mai urma să se spună.
- apostil(ă) - notă, comentariu, adaos pe marginea unei scrieri.
- apostrofă:

- procedeu stilistic care constă în întreruperea expunerii, pentru ca vorbitorul sau autorul să se adreseze cuiva;
- reproș pe un ton categoric, violent.
- apud - (abreviat ap; indică o citare preluată de la alt autor, nu din original) după.
- aquapolis - oraș acvatic (al viitorului), în literatura de anticipație.
- arabesc - mod de exprimare caracterizat prin exces de ornamente; procedeu stilistic ce reflectă acest mod de exprimare.
- Arcadia - curent literar italian și european, promotor al neoclasicismului în poezie, ale cărui principii au fost elaborate de membrii academiei „Arcadia" (întemeiată la Roma, în 1690), care orientau poezia către idealul pentru o viață senină, idilică, în mijlocul naturii, separată de realitate, recomandând simplitatea și claritatea elegiei grecești și latine, ca reacție la supraîncărcarea barocă, și ai cărei reprezentanți de marcă au fost Giambattista Felice Zappi, Pietro Metastasio, Eustachio Manfredi.
- arcadian sau arcadic - bucolic, idilic, simplu, rustic.
- argument:

- raționament care să dovedească ceva;
- expunere pe scurt a conținutului unei opere literare, a unui studiu etc.
- argumentație:

- totalitatea argumentelor aduse pentru a dovedi ceva; argumentare;
- totalitatea tehnicilor folosite pentru a convinge un auditoriu; discurs (sau text) persuasiv sau care prezintă argumente, informații convingătoare.
- arhiloc - vers antic (atribuit poetului grec Arhiloh) format din șapte sau din trei picioare; are două variante:

- arhilocul mare: compus din patru dactili și trei trohei;
- arhilocul mic: doi dactili și o silabă.
- aristofanic:

- nume dat în versificația antică tetrametrului anapestic;
- vers antic format din trei picioare: un dactil urmat de trei trohei.
- armonie - succesiune de unități prozodice care produc un efect armonios; sinonime: cadență, eufonie.
- armonie imitativă - efect stilistic, onomatopeic, bazat pe alegerea unor cuvinte ale căror sunete sugerează un anasamblu de sunete din natură.
- arsis - (în versificație) silabă neaccentuată, ridicare a vocii, accent tonic.
- artă cu tendință - artă poetică, opusă artei pentru artă, ce promovează urmărirea unei anumite teze, atitudini ideologice, sociale sau morale în actul artistic.
- artă pentru artă - artă poetică apărută în Franța la începutul secolului al XIX-lea, care formulează teza autonomiei absolute a artei față de societate, ca reflex al dezacordului dintre adepții tezei și mediul social existent, și care era îndreptată împotriva didacticismului și academismului; sinonim: artă pură.
- artă poetică -  totalitatea de reguli, principii despre natura și funcția poeziei al cărei scop diferă de la o epocă la alta în funcție de perioadele în care s-au fixat regulile conform preferințelor, gusturilor etc.
- artă pură - vezi artă pentru artă.
- articol:

- gen publicistic care cuprinde o expunere asupra unei teme științifice, politice, economice etc.;
- diviziune într-un document oficial, marcată de obicei printr-un număr de ordine sau printr-o literă.
- articol de fond - principalul articol dintr-o publicație periodică care exprimă punctul de vedere al redacției în cele mai importante probleme ale realității.
- artificialitate - utilizarea unor tehnici, stiluri sau teme care se îndepărtează de reprezentarea directă a realității, preferându-se în schimb estetica elaborată, exagerată sau stilizată, în opoziție cu ceea ce este considerat natural, autentic, realist sau spontan.
- asclepiad - vers antic cu două variante:

- asclepiadul mare: compus dintr-un troheu sau (spondeu), trei coriambi și un iamb;
- asclepiadul mic: are doi coriambi în loc de trei.
- asianism - (în opoziție cu aticism) tendință a oratoriei elenistice și romane către un stil înflorit, patetic, amplu ritmat și afectat, care imita stilul elocvenței oratorilor din Asia Mică.
- asindet(on) - figură de stil care constă în suprimarea conjuncțiilor copulative într-o frază, pentru a-i da expresie, dinamism.
- asonanță:

- rimă imperfectă, în care silabele finale nu sunt absolut identice;
- repetare a aceleiași vocale accentuate într-un vers sau într-o frază, însoțită de consoane asemănătoare, pentru a produce efecte expresive; corespondență de sunete.
- asteism - figură de stil care constă în deghizarea unei laude sau a unei flatări sub aparența blamului sau reproșului
- asterisc - semn grafic în formă de steluță, care, așezat după un cuvânt, trimite în josul paginii la o notă explicativă.
- asteronim - steluță, grup de steluțe sau majusculă urmată de steluțe, care înlocuiesc, într-o scriere, numele unui personaj pentru a-i păstra anonimatul.
- astrofic - (despre versuri) care se succed liber, fără a respecta o structură de strofă.
- atelană - farsă populară a vechilor latini care ulterior a devenit o specie dramatică a literaturii latine.
- aticism:

- mod de exprimare caracterizat printr-un rafinament artificial, propriu unor scriitori înclinați spre formalism; este opus beoțismului; vezi și asianism.
- curent în retorica antică, ce susținea un ideal de sobrietate și simplitate, refuzând ornamentele stilistice.
- atmosferă⁠(d) - sentimentul general, emoția predominantă sau starea de spirit pe care autorul o creează și o menține de-a lungul operei literare; este rezultatul combinației dintre descrierile de decor, contextul temporal, stările interioare ale personajelor, stilul literar⁠(d) și alte elemente literare.
- aubadă - poezie de dragoste a poeților provensali exprimând durerea îndrăgostiților nevoiți să se despartă în zorii zilei.
- auctorial - care aparține autorilor, care se referă la autori; de autor.
- aulic - (despre limbaj, stil) nobil, ilustru, cult, rafinat.
- aulic, poet ~ - poet de curte.
- auricularizare - filtrarea narațiunii prin auz, fragmente ale narațiunii în care povestitorul nu vede, ci aude.
- autobiografie - specie a genului epic, în care autorul își povestește viața.
- autobiografism - tendință a unui scriitor de a se constitui în protagonist al propriei opere, de a face legături între experiența proprie și temele pe care le tratează; tendință a artiștilor (moderni) de a-și construi opera în jurul propriei persoane.
- autoencomiastic - care se laudă pe sine însuși, care are caracter de autoelogiu.
- autograf:

- scris chiar de către autor; semnătura autorului pe un volum, de obicei cu o dedicație;
- (despre semnături) care este scris cu propria mână.
- autoimprecație - blestem la adresa propriei persoane pentru o greșeală, pentru nerespectarea unei afirmații, a unei hotărâri, a unei promisiuni etc.
- autonim - (despre opere literare) care este publicat sub numele adevărat al autorului.
- autoportret - prezentare a propriei persoane în proză sau versuri, cuprinzând atât aspectul fizic, cît și, mai ales, calitățile morale.
- autor - persoana care imaginează și scrie o operă literară (vezi și narator).
- autoreferat - scurtă expunere realizată de un autor asupra propriei lucrări.
- avangardism - nume generic pentru curente literare și artistice ca: futurism, cubism, dadaism, suprarealism etc.) apărute la începutul secolului al XX-lea, care încercau să spargă canoanele artei tradiționale, academice și să impună cu ostentație noutatea, recurgînd la formule îndrăznețe sau radicale, uneori excentrice.
- avant-titlu - vezi: antetitlu.

## B
- baladă:

- poezie epică, inspirată de obicei din tradiția istorică sau populară care povestește o întâmplare însemnată, o acțiune eroică;
- specie a poeziei lirice medievale franceze și italiene, cu formă fixă (trei strofe a câte opt versuri și un catren final).
- baladă romantică - povestire fantastică în versuri (scurte), într-un stil alert, apărută în Anglia și cultivată de poeții romantici europeni.
- baladin - (în vechiul teatru francez) comediant, măscărici, paiață.
- balată - poezie medievală care se cânta pe o melodie de dans, formată din una sau mai multe strofe și un refren, interpretat de obicei în cor.
- balzacianism - ceea ce este specific operei lui Balzac; tendință de a prelua și de a cultiva teme, motive etc. balzaciene; imitație a operei lui Balzac.
- banc - scurtă anecdotă glumeață.
- banderolă - bandă de hârtie lipită în jurul unui volum recent apărut pentru a împiedica deschiderea lui și pe care se imprimă, de obicei, titlul și reclama editurii.
- bară - linie verticală sau orizontală care separă părți dintr-un text.
- bard:

- (în trecut) poet care compunea și recita versuri de slăvire a eroilor și a zeilor sau cântece războinice;
- poet de importanță națională.
- baroc - curent literar care se caracterizează prin patetism și tematică extravagantă, printr-o intrigă diversificată, alambicată, printr-o mare libertate și fantezie în exprimare.
- basm - specie a epicii populare în proză, în care se povestesc întâmplări fantastice ale unor personaje imaginare, aflate în luptă cu entități nefaste.
- bastonată - element grafic caracteristic scrierii de mână.
- batologie - repetiție de cuvinte sau de fraze, inutilă și plictisitoare.
- "Batrahomiomahia" - poem eroicomic grec, parodie a epopeii eroice și care a fost atribuit lui Homer.
- bărbi - marginile neregulate a foii de hârtie, provenite din fabricație; în unele cazuri, edițiile bibliofile păstrează în legătură marginile neregulate ale hârtiei.
- bâlină - specie epică a folclorului rus, care preamărește faptele bogatârilor.
- beletristică - literatură artistică; vezi literatură.
- beotism - caracter rudimentar în stil și în limbă.
- Beowulf - poem epic popular, monument al literaturii anglo-saxone și care provine din secolul al VII-lea sau al VIII-lea.
- bestiar:

- (gen de) lucrare didactică medievală, cuprinzând culegeri de fabule sau de povestiri despre animale reale sau imaginare care reprezintă alegoric viciile sau calitățile umane;
- iconografie animalieră a unei opere sau a unui ansamblu de opere;
- vezi: Fiziologul.
- bestseller - carte, disc sau alt produs asemănător care, prin numărul de exemplare vândute, este în fruntea produselor de același fel.
- beție de cuvinte[1] - înșirare bombastică de cuvinte, stil umflat.
- bibliobuz - automobil cu bibliotecă ambulantă, care deservește localitățile lipsite de biblioteci.
- bibliofagi - denumire dată insectelor și acarienilor care distrug cărțile și actele, hrănindu-se cu celuloza din hârtie.
- bibliofilie:

- ramură a bibliologiei care se ocupă  cu studiul cărților sub raportul rarității sau al valorii lor artistice;
- pasiunea de a cunoaște, de a evalua și de a colecționa cărți rare și prețioase.
- bibliografie:

- lista operelor unui autor sau a lucrărilor referitoare la o problemă, la o disciplină, realizată după anumite reguli bibliografice;
- ramură a bibliologiei care se ocupă cu descrierea, sistematizarea și răspândirea publicațiilor, în scopul folosirii lor cât mai complete de către cititori.
- bibliofilm - copie fotografică pe film cu bandă îngustă, a unui text (de valoare).
- bibliologie - știință care se ocupă cu studiul cărții ca produs al vieții social-culturale și care cuprinde ramurile: bibliologia propriu-zisă, bibliografia, biblioteconomia și bibliofilia.
- bibliomanie - pasiune exagerată pentru cărți, pentru raritatea, legătura, edițiile lor.
- bibliometrie - studiu cantitativ și, eventual, statistic al producției, difuzării și consumului de carte.
- biblioraft - mapă în formă de carte, care permite fixarea, păstrarea și mânuirea ușoară a unor documente.
- bibliorama - titlu de rubrică cu conținut complex (cronici, comentarii, noutăți etc.) din lumea cărții.
- bibliotecă:

- insituție de cultură, în care se adună, se organizează și se păstrează fonduri de publicații (cărți, reviste etc.) și manuscrise pentru a fi folosite de către cititori sau cercetători;
- colecție de cărți tipărite de o editură, care se publică în volume identice ca format și ca aspect grafic (exemplu: "Biblioteca pentru toți").
- biblioteconomie - ramură a bibliologiei care se ocupă cu formarea, administrarea și organizarea activității bibliotecilor (vezi și catalografie).
- bibliotehnică - tehnica producerii materiale a unei cărți.
- Biedermeier (stil ~) - stil specific burgheziei prospere din prima jumătate a secolului al XIX-lea, caracterizat prin absența motivelor politice, istorice sau religioase.
- bifare - marcare printr-un mic semn (în formă de "v") a anumitor cuvinte, cifre sau rânduri dintr-o listă etc. pentru anulare, punere în evidență, marcare etc.
- bildungsroman - roman care înfățișează procesul de formare a personalității eroului principal sub acțiunea educației și a experienței directe; roman de formare; exemplu: "Anii de ucenicie ai lui Wilhelm Meister" al lui Goethe.
- bilet:

- scrisoare foarte scurtă, de cîteva rânduri; bucată de hârtie cuprinzând o informație scrisă sau tipărită;
- mic imprimat care confirmă un drept (de a ocupa un loc la un spectacol, de călătorie cu un vehicul, de a participa la un joc etc).
- bilogie - vezi dilogie.
- bind - vezi nervură.
- biobibliografie - scriere care cuprinde biografia unui autor, urmată de lista operelor sale și de bibliografia referitoare la viața și activitatea acestuia.
- biodeteriorare - degradare a documentelor de arhivă sub acțiunea factorilor biologici.
- biografie:

- narațiune (scrisă și comentată) care prezintă (comentează și analizează) în scopuri documentare, istorice, portretistice, literare etc. viața unei persoane;
- viața unei persoane; totalitatea evenimentelor din existența sa.
- biografism:

- tendință de a acorda elementelor biografice un rol exagerat în explicarea unei opere literare;
- metodă folosită în critica și istoria literară de a explica opera unui creator în primul rînd prin elemente biografice.
- bluetă - mică operă literară fără pretenții.
- bombast(ic) - (despre exprimare, stil etc.) (care este) încărcat, cu elemente de prisos; pretențios, grandilocvent, emfatic.
- box-office:

- stabilirea ratei de succes a unei cărți după încasările obținute sau în funcție de numărul de cumpărători;
- totalul încasărilor pentru o carte.
- brahicatalectic - (vers greco-latin) care are lipsă ultimul picior sau ultimele două silabe ale unei serii ritmice.
- brahilogie - specie de elipsă, care constă în evitarea repetării unui element al frazei, exprimat anterior.
- bref - comentariu de mici dimensiuni.
- breviar - lucrare în care sunt expuse pe scurt noțiunile principale dintr-un anumit domeniu; vezi și rezumat.
- brevilocvent - (termen livresc) scurt în expunere.
- broșură - lucrare tipărită în formă de carte, cu coperta moale, care cuprinde un număr redus de pagini, având de obicei un rol informativ; cărticică.
- bruion - vezi ciornă.
- bucată - operă literară de dimensiuni relativ reduse sau un fragment din aceasta.
- buchinist - persoană care achiziționează sau vinde cărți vechi; anticar.
- buclă temporală - temă prezentă în science-fiction, când timpul curge în mod normal pentru o perioadă și apoi sare înapoi; vezi și călătorie în timp.
- bucoavnă:

- abecedar românesc din perioada scrierii cu litere chirilice;
- carte religioasă veche, tipărită cu litere chirilice.
- bucolică - mic poem despre viața pastorală, văzută idilic; exemplu: "Bucolicele" lui Vergilius.
- bufon:

- actor comic în teatrul vechi;
- personaj îmbrăcat grotesc care întreținea umorul la curțile regale;
- persoană care amuză pe cei din jur prin spiritualitate, imitații grotești etc.
- buletin:

- scurt comunicat (periodic) cu caracter oficial, cuprinzând anumite știri și scurte comentarii;
- puclicație periodică asupra activității unei instituții, societăți etc.
- buletin de precomandă - listă de cărți în curs de tipărire, publicată de marile edituri pentru a fi trimisă bibliotecilor pentru a facilita comandarea acestora.
- buletin signaletic - publicație bibliografică de informare curentă, prin care se semnalează publicațiile noi sau intrate recent în fondurile unei biblioteci.
- burlesc:

- care este de un comic excesiv, grotesc, extravagant, adesea vulgar;
- (teatru ~) tip de teatru comic, provenind din improvizațiile commediei dell'arte, caracterizat prin șarjarea ostentativă a situațiilor comice.
- butadă - vorbă de spirit (cu intenție malițioasă); ironie.
- buzzword - cuvânt sau o expresie la modă care câștigă rapid popularitate și este utilizat pe scară largă, de multe ori dincolo de contextul său inițial, folosit pentru a capta atenția cititorilor sau pentru a reflecta tendințele culturale și sociale ale timpului.
- byronism- imitație a poeziei lui Byron, care se caracterizează printr-o atitudine de revoltă individuală și anarhică, impetuoasă, dominată de pasiuni tumultuoase, sincere.

## C
- cacofonie - asociație de sunete, de silabe, în cuvânt sau în frază, discordante, neplăcute auzului; lipsă de armonie.
- cacografie - scriere incorectă, neconformă cu regulile ortografice.
- cadență - vezi armonie.
- calambur:

- joc de cuvinte bazat pe echivocul generat de sensurile diferite pe care le au două cuvinte sau grupuri de cuvinte cu pronunție asemănătoare;
- problemă enigmistică bazată pe echivoc, pe diferența de sensuri ale unui cuvânt care seamănă cu altul în ceea ce privește pronunțarea.
- caleidoscop:

- operă literară, rubrică dintr-o publicație periodică, dintr-o emisiune la radio sau la televiziune etc. cu o tematică foarte variată;
- succesiune de situații, imagini care se perindă necontenit.
- calendar - publicație (foaie, carnețel, broșură etc.) cu caracter informativ, variat, care apare o dată pe an, cuprinzând cronologia zilelor anului, subdiviziunile în luni și săptămâni, indicându-se numele sfântului din fiecare zi, date astronomice, diferite evenimente civile, religioase, istorice, sportive etc, în funcție de tematica abordată.
- calico(t) - pânză care imită pielea, folosită în legătoria de cărți.
- caligraf - persoană care, înainte de inventarea tiparului, se ocupa cu copierea artistică de cărți (vezi și copist).
- caligrafie - arta, deprinderea de a scrie frumos; scriere frumoasă; fel de scriere al cuiva.
- caligramă - mod special de dispunere a versurilor, cu combinații de cuvinte, de litere etc, care are ca scop reprezentarea grafică a simbolurilor sau a sugestiilor dintr-o poezie.
- calofilie (sau calofilism):

- tendință de a da expresiei literare o atenție deosebită sau excesivă, folosind frumosul decorativ, formal, adesea gratuit în dauna conținutului;
- expresie (extrem sau excesiv de) cizelată (într-o operă literară).
- cancioneiro - culegere de poezii lirice portugheze din secolele XII-XIV, asemănătoare cancionero-ului spaniol.
- cancionero - numele culegerilor de poezii lirice apărute în literatura spaniolă în secolul al XV-lea.
- cantică - poem epic religios; cele trei părți ale "Divinei Comedii" a lui Dante.
- cantilenă:

- mic poem lirico-epic; gen de poezie melancolică, monotonă în literatura medievală franceză, preluat de simboliști;
- discurs lung și plictisitor.
- canțonă - forma lirică a poeziei medievale, întâlnită la trubadurii provensali, preluată de literatura italiană și apoi de cea vest-europeană.
- canțonetă - poezie lirică italiană, formată din versuri scurte.
- canțonier - culegere italiană de poezii lirice de dragoste; culegere de canțone sau de canțonete.
- capitol - fiecare dintre diviziunile mai mari ale unei lucrări științifice, ale unui roman, ale unui cod, ale unei hotărâri etc., marcate printr-un număr de ordine și adesea printr-un titlu deosebit.
- capsă - inel metalic sau fir de sârmă servind la atașarea mai multor hârtii una de alta, la fixarea fotografiilor pe actele de identitate etc.
- caracter:

- ansamblul trăsăturilor care definesc un personaj literar; caracterul definește capacitatea literaturii de a tipiza, de a reprezenta printr-o individualitate un adevăr social-istoric și uman;
- individualitate precis conturată, cu trăsături psihice complexe, într-o operă literară, cu funcție de reprezentare a unei categorii; personaj.
- caragialism - ironie care satirizează moravuri politice și de familie, în special ale micii burghezii.
- caricatură - reprezentare grotescă, denaturată, ridicolă, a unei persoane sau a unei situații, prin exagerarea unor trăsături (negative), în scopuri satirice sau umoristice.
- caricaturism - mod caricatural de prezentare a unei persoane, a unei situații etc.
- caricaturistic - (despre autori sau despre creații literare) care exagerează unele trăsături (negative) cu intenție satirică sau umoristică.
- carte:

- lucrare cu un subiect determinat, tipărită și legată sau broșată în volum;
- diviziune mai mare decât un capitol dintr-o lucrare de proporții mari.
- - carte de aur - registru în care sunt trecute peroane cu merite deosebite într-un anumit domeniu.
  - carte de căpătâi - carte fundamentală într-o disciplină sau în literatură; carte preferată.
  - carte de colportaj - carte cu preț redus, ilustrată, tipărită în tiraje mari, tratând sumar, la nivel de popularizare, teme foarte variate.
- cartotecă - catalog de cărți, periodice, stampe, ilustrații, fotografii, albume, monede etc., constând din fişe clasate într-o anumită ordine (vezi şi catalog).
- casidă - poezie monorimă, specifică literaturii orientale, cu subiecte omagiale, panegirice, religioase, didactice, satirice etc,
- catahreză (sau catacreză) - figură de stil care constă în folosirea unui cuvânt cu valoare metaforică pentru a numi un obiect care nu are o denumire proprie.
- catalectic - (despre versuri în metrica antică) care are unul sau două sialbe mai puțin în ultimul picior al versului.
- catalog - înșirare sistematică a unor titluri de cărți, de periodice, de stampe, de nume etc., înscrisă în registre, caiete sau fișe (vezi și cartotecă).
- catalog de bibliotecă - evidența publicațiilor și a colecțiilor speciale dintr-o bibliotecă, întocmită pentru orientarea cititorilor și a personalului, în registre sau pe fișe.
- catalogare - alcătuirea unui catalog (de editură, de bibliotecă etc.) sau redactarea fișelor unui catalog și clasarea lor într-o anumită ordine (vezi și sistem de catalogare).
- catalografie:

- tehnica alăctuirii cataloagelor de bibliotecă sau de muzeu;
- ramură a biblioteconomiei, care studiază principiile și metodele întocmirii cataloagelor de bibliotecă.
- catastază - (în tragedia antică) moment în care se accentuează punctul culminant înaintea catastrofei.
- catastrofă - eveniment decisiv, care duce la deznodământul tragic al acțiunii într-o operă literară.
- catharsis - acțiune purificatoare pe care (după Aristotel) o are tragedia asupra spiritului.
- catilinară:

- (la plural) nume generic al celor patru discursuri ale lui Cicero împotriva lui Catilina;
- apostrofă vehementă la adresa cuiva.
- catren - strofă formată din patru versuri, cu rima încrucișată sau îmbrățișată.
- cavilație - argument verbal care nu atinge fondul problemei; declamație fără conținut.
- călăreț - placă de metal care se fixează pe un carton corespunzător dintr-o cartotecă, servind, prin litera sau cifra imprimate pe ea, ca indicator în clasificarea (alfabetică sau zecimală) a fișelor.
- călătorie în timp - temă prezentă în science-fiction care constă în deplasarea unei persoane în diferite puncte spațial-temporale utilizând mașina timpului; vezi și buclă temporală.
- cărticică - vezi broșură.
- cânt - subdiviziune a unei epopei sau a unui poem epic, cuprinzând un moment al acțiunii.
- cântec - compoziție literară în versuri, însoțită de melodie.
- cântec bătrânesc - baladă în folclorul românesc.
- cântec de leagăn - cântec cu care sunt adormiți copiii.
- cântec de lume - poezie populară de dragoste, însoțită de melodie.
- cântec de masă - cântec cu conținut patriotic, revoluționar, având un caracter mobilizator și exprimând aspirația de libertate a unui popor.
- cântec haiducesc - gen de baladă.
- cenaclu:

- grup de scriitori sau de artiști care fac, în mod organizat, schimb de opinii referitoare la propriile opere și discută în comun probleme ale literaturii și artei (vezi și cerc literar);
- reuniune a unui asemenea grup.
- centon:

- poezie ale cărei versuri sau fragmente sînt luate de la diferiți autori;
- lucrare lipsită de originalitate.
- centru de documentare - bibliotecă, secție într-o bibliotecă sau într-o instituție care are ca sarcină principală furnizarea de material bibliografic (cărți, articole, manuscrise, grafice, microfilme etc.) pentru specialiști, pentru instituția respectivă.
- Cenușăreasa - denumire generică pentru basmele în care apare o tânără persecutată și chinuită de mamă și de surorile vitrege (ținută în cenușar), care face toată treaba în casă.
- cerc (literar) - grup de scriitori care au un program propriu și chiar și o revistă proprie (vezi și cenaclu).
- cezură - element de construcție în prozodie, care constă într-o pauză, de obicei la mijlocul unui vers, pentru a ușura recitarea și a susține cadența.
- charientism - figură de stil reprezentând o ironie fină, care nu urmărește să indispună.
- cheie

- (figurativ) procedeu prin care se poate explica sau dezlega ceva; explicație, dezlegare;
- (roman sau povestire cu ~) - roman (sau povestire etc.) care înfățișează, transparent, personaje sau fapte reale, de oarecare notorietate.
- chiasm - figură de stil care constă în reluarea, în ordine inversă, a două cuvinte sau expresii, creându-se în același timp și un raport antitetic.
- ciclic:

- (despre opere literare) care este alcătuit din mai multe părți independente;
- (despre poeți) care a compus poeme inspirate dintr-un anumit ciclu de legende; care a compus poeme inspirate din legenda troiană.
- ciclu - grup de poeme epice sau de alte opere literare, create în jurul unei teme sau legende și legate prin continuitatea acțiunii, prin personaje comune etc.
- cimilitură - vezi ghicitoare.
- cineroman:

- roman scris în vederea transpunerii lui cinematografice;
- roman sub formă de fotografii sau de desene care se succed ori de colaje pe bandă.
- ciornă - lucrare scrisă într-o primă redactare, care urmează a fi transcrisă după ce va fi corectată; sinonim bruion.
- circularitate:

- caracteristică a viziunii unei opere beletristice de a alterna în mod simetric planurile, desfășurarea acțiunii etc, cu revenire la punctul de plecare;
- metodă de analiză, de interpretare critică a unei opere, care ia pe rând în considerare o parte, dar și ansamblul acesteia, spre a obține, în final o evaluare totalizatoare.
- circumlocuție (sau circumlocuțiune) - vezi perifrază.
- citat - fragment dintr-o lucrare scrisă (în special operă literară), reprodus întocmai și, de obicei, cu indicarea exactă a izvorului, în scopul de a întări și a ilustra o idee sau o argumentare.
- cizelare - îmbunătățire (a stilului, a exprimării) unei lucrări (literare, științifice).
- claritate - calitate a stilului, caracterizată prin utilizarea unor cuvinte și expresii ușor de înțeles, bine organizate în frază, pentru ca ideile să poată fi reținute imediat, fără efort.
- clasare:

- așezare a publicațiilor într-o anumită ordine, în vederea catalogării;
- aranjarea fișelor bibliografice în catalog la locul cuvenit.
- clasém - unitate reprezentativă pentru o clasă (lingvistică, literară, poetică, sociologică etc.).
- clasic (despre operele literare):

- recunoscut ca fiind de mare valoare, putând fi luat drept model;
- care respectă canoanele tradiționale;
- care aparține clasicismului.
- clasicism:

- termen care desemnează anasamblul de trăsături proprii culturii grecești din cel mai înalt stadiu de dezvoltare a acesteia (secolele al V-lea și al IV-lea î.Hr.);
- unul dintre principalele curente în arta și în literatura europeană din secolul al XVII-lea până la începutul secolului al XIX-lea;
- perioadă din istoria artelor și a literaturii universale sau naționale ale cărei creații reprezintă un maximum de realizare artistică pentru etapa de dezvoltare respectivă.
- clasificare alfabetică - așezare a fișelor de cărți și articole în catalogul unei biblioteci sau în listele bibliografice, în ordine alfabetică, după numele autorilor.
- clasificare analitică - clasificare amănunțită, pe subiecte și teme, a cuprinsului unui volum, a unui număr de revistă a unui articol de ziar, a unei publicații oarecare.
- clasificare bibliografică - grupare a informațiilor bibliografice într-o anumită ordine (alfabetică, cronologică, tematică etc.).
- clasificare zecimală - sistem de clasificare a cunoștințelor sau a publicațiilor după conținut, aplicat mai ales în biblioteconomie și în documentarea științifică, folosind o notație zecimală.
- clasificare zecimală universală - formă îmbunătățită a clasificării zecimale.
- climax - figură de stil care constă într-o gradație ascendentă a ideilor, acțiunii etc. dintr-o operă.
- clișeu - formulă stilistică banalizată, tocită prin repetare excesivă (sinonime: loc comun, șablon, tipar).
- coală de tipar - unitate de măsură pentru volumul unei cărți, unui articol etc., egală cu 16 pagini tipărite.
- codex:

- ansamblu de table cerate, reprezentând cea mai veche formă de carte la romani;
- cod de legi în Evul Mediu;
- nume dat unor culegeri de documente medievale dintr-o anumită perioadă; exemple: Codex Rohonczi, Codex Aureus.
- codice - manuscris vechi în formă de carte; exemple: Codicele Voronețean, Codicele de la Ieud.
- colaborare - publicare a unei lucrări, opere literare într-un periodic sau într-o culegere.
- colaționare - confruntare, verificare a două sau mai multe texte pentru a le pune în acord sau pentru a stabili diferențele dintre acestea.
- colligatum:

- scriere legată împreună cu alta sau cu altele în același volum;
- volum alcătuit din mai multe lucrări diferite (manuscrise sau imprimate) legate împereună; vezi și miscellaneu.
- comedie - operă dramatică care ridiculizează ceea ce este urât, vechi și perimat din viața și caracterul oamenilor.
  - comedie de caracter - comedie a cărei intrigă izvorăște din conflictul creat între caracterele contradictorii ale personajelor.
- comentariu:

- text de critică sau de istorie literară, care explică sau interpretează o operă literară sau pasaje din aceasta;
- articol prin care se explică și se apreciază (în spirit critic) un eveniment, o problemă etc. din actualitate.
- comic - categorie estetică care se referă la acele acte, situații sau personaje din viață sau din  artă care provoacă râsul.
- "Commedia dell'arte" - producție dramatică specifică literaturii italiene din secolele XVI-XVIII, cu un pronunțat caracter de improvizație, care exprimă cu vervă spiritul satiric și forța observației realiste, personajele fiind tipuri simbolice, a căror mască, costum și destinație comică ilustrau anumite caractere, situații sociale etc.
- comparativism - școală idealistă în istoriografia literară din a doua jumătate a secolului al XIX-lea, care compara literaturile diferitelor țări pentru stabilirea legăturilor și influențelor reciproce, ignorând conținutul de idei și specificul național.
- comparație - figură de stil care constă din alăturarea a două obiecte, persoane, acțiuni pe baza unor însușiri comune, pentru evidenția însușiri specifice unora dintre acestea.
- compendiu - rezumat, expunere sintetică a unei lucrări, a unei discipline; publicație care reprezintă un asemenea rezumat.
- compilație - lucrare care cuprinde idei și fragmente din diverși autori, neprelucrate în mod personal.
- compoziție:

- organizare complexă a operei literare sau de artă în general, menită să strângă și să ordoneze elementele diverse ale operei, imaginile ei artistice, ca elemente ale întregului, într-un tot unitar;
- exercițiu școlar destinat să-i deprindă pe elevi cu exprimarea și ordonarea logică și armonioasă a ideilor (sinonim: compunere).
- concizie - calitate a stilului, care constă în exprimarea concentrată, precisă în minimum de cuvinte a unor idei, a unei cugetări.
- confesiuni - denumire dată unor scrieri în care autorul dezvăluie date autobiografice, revelatoare pentru înțelegerea personalității sale și a condițiilor social-politice în care aceasta s-a format și s-a dezvoltat.
- conflict - contradicție între acțiunile și mentalitățile diferitelor personaje dintr-o operă epică sau dramatică, ca reflectare a contradicțiilor vieții sau a celor sociale dintre oameni și care determină desfășurarea acțiunii.
- conținut:

- fondul de idei și afectiv al unei opere literare sau artistice; cuprins, temă;
- lista ordonată a materialului pe care îl cuprinde o revistă, o carte; tablă de materii, sumar.
- conversiune - reluare în ordine inversă a termenilor unei sintagme sau fraze, fără ca semnificația să se modifice; sinonim: reversiune.
- copertă - foaie de carton sau de hârtie groasă, scoarță de lemn, bucată de pânză ori de piele, care constituie învelișul protector al unei publicații.
- copertă interioară:

- paginile interioare ale copertei;
- foaia de titlu, atunci când cartea are o copertă de fantezie, cu figuri artistice, cu titlu redus etc.
- copie - reproducere exactă sau cu deosebiri neînsemnate a unui text manuscris sau imprimat, a unei opere de artă, a unei fotografii.
- copie fotografică - reproducere a unui text, a unei imagini, cu ajutorul aparatului fotografic.
- copist - persoană care, mai ales înainte de apariția tiparului, copia texte (vezi și caligraf).
- copyright - drept rezervat numai autorului (precum și moștenitorilor acestuia) sau editorului de a reproduce și de a vinde operele literare; drept de autor.
- coriamb - picior de vers antic, compus din patru silabe: două scurte, încadrate de câte una lungă; este echivalent cu îmbinarea unui troheu cu un iamb.
- corifeu:

- conducător al corului în teatrul antic grecesc;
- personalitate cu rol conducător într-un curent literar.
- corp:

- conținutul unei scrisori (fără formula de introducere și de încheiere și fără adresă); cuprinsul unei cărți.
- (sinonim: corpus) totalitatea volumelor unei colecții de materiale dintr-un anumit domeniu de cunoștințe (exemplu: corp de legi).
- cotă - număr sau combinație dintre o literă și o cifră, care indică locul ocupat de o carte, o publicație, un document etc. în depozitul unei biblioteci, într-un inventar; sinonime: cotă de bibliotecă, cotă tipografică.
- crepuscular - (despre un curent poetic din literatura italiană de la inceputul sec. XX) care manifestă predilecție pentru tonurile mijlocii, pentru vagul culorii, pentru o banalitate ostentativă și un prozaism voit al expresiei.
- crestomație - culegere de texte reprezentative din literatura artistică, istorică sau din alte domenii; vezi și antologie, culegere.
- criptografie:

- scriere în care, după un cod de semne convenționale, li se dă literelor o altă valore decât cea curentă, cu scopul de a asigura secretul anumitor documente;
- știință care se ocupă cu studiul criptogramelor.
- criptogramă - text scris cu semne convenționale secrete, deci în care literelor li se dau alte valori decât cele obișnuite.
- criptonim:

- nume împrumutat, imaginar sau reprezentat prin anumite inițiale cu care un autor semnează o operă pentru a-și ascunde identitatea (vezi și anagramă);
- scriere semnată cu un asemenea nume.
- critică literară - parte a științei literare, care analizează și apreciază fenomenul literar, pe baza unei anumite concepții, în vederea orientării creației artistice și a gustului cititorilor.
- cronică:

- articol publicistic în care se comentează evenimente actuale, politice, sociale, culturale etc.;
- lucrare cu caracter istoric în care faptele sunt relatate după criteriul cronologic (sinonime: letopiseț, hronic).
- cronograf - scriere cu caracter popular, care se practica în trecut și reprezenta un fel de sinteză a istoriei universale, bazată pe izvoare istorice și pe legende.
- culegere:

- colecție de opere din literatura populară sau cultă (vezi și: antologie, crestomație);
- publicație care cuprinde mai multe lucrări de același fel;
- acțiunea de a strânge material literar.
- culminație - momentul de maximă încordare a conflictului într-o operă literară.
- culoare locală - redarea, într-o operă literară, a cadrului național și istoric al acțiunii.
- cultism - vezi gongorism.
- cuplet:

- poezie satirică având ca izvor de inspirație fapte negative din actualitate;
- episod intercalat între refrenele unui rondo.
- cuprins - listă atașată la începutul sau la sfârșitul unei lucrări, în care sunt înșirate capitolele cuprinse în lucrare, cu indicarea paginilor corespunzătoare; sinonim învechit: tablă de materii.
- curent literar (sau artistic) - mișcare artistică sau literară care reunește un număr de scriitori sau de artiști în baza unui program estetic și a unor înclinații (relativ) comune.
- custode - bibliotecar însărcinat cu îndrumarea și supravegherea cititorilor în sala de lectură a unei biblioteci și cu evidența împrumuturilor.
- cutterizare - procedeu de determinare a semnului de autor după tabelele lui Charles Ammi Cutter, autorul acestei metode.
- cuvânt compus - cuvânt rezultat din reunirea a două sau a mai multor cuvinte într-unul singur.

## D
- dactil - picior de vers care, în metrica antică era alcătuit dintr-o silabă lungă urmată de două scurte; în prozodia modernă, este format dintr-o silabă neaccentuată urmată de două accentuate.
- dadaism - curent literar apărut în perioada Primului Război Mondial  și care promova hazardul ca principiu de creație.
- decadentism - concept estetic și o mișcare literară care apare la sfârșitul secolului al XIX-lea, caracterizată printr-o atitudine de respingere a valorilor morale și estetice tradiționale, printr-o fascinație pentru rafinament, artificialitate și senzualitate, precum și printr-o preocupare pentru declinul cultural și social, ajungându-se până la explorarea viciilor și a perversității.
- decasilab - vers alcătuit din zece silabe, despărțit de cezură în două grupe după silaba a patra sau a cincea.
- deprimism - curent literar modern care explorează stările de alienare și izolare într-un sistem globalizant, opresiv.
- descriere:

- procedeu literar care constă în înfățișarea artistică a trăsăturilor și proprietăților care definesc obiectul, fenomenul, sau caracterul zugrăvit de scriitor;
- fragment dintr-o operă literară în care, pentru realizarea atmosferei, scriitorul înfățișează un interior, un peisaj etc.
- desiderata - termen latin însemnând "lucruri dorite" și care indică publicațiile absente dintr-o bibliotecă, propuse de cititori pentru achiziționare.
- desinit - termen latin însemnând "(se) sfârșește", scris prescurtat des., folosit în lucrări științifice, în fișe sau cataloage de bibliotecă la descrierea manuscriselor, pentru a indica cuvintele care încheie un text.
- deznodământ - partea finală a unei opere literare, epice sau dramatice, marcând rezolvarea intrigii în jurul căreia scriitorul și axat acțiunea operei sale.
- dilogie - ambiguitate; echivoc; operă dramatică ce conține două acțiuni distincte; sinonim: bilogie.
- dislocare - separare a doi termeni dintr-un grup sintactic prin introducerea de cuvinte între determinat și determinant.
- drept de autor - vezi copyright.

## E
- ediție omnibus - colecție de mai multe lucrări literare, de obicei scrise de același autor sau aparținând aceleiași serii, publicate împreună într-un singur volum.
- efect artistic - impactul emoțional, intelectual și estetic pe care o operă literară îl are asupra cititorului; poate fi obținut printr-o combinație de tehnici literare și elemente stilistice utilizate cu măiestrie de către autor.
- eglogă - vezi idilă.
- elipsă - (figură de stil care constă în) omitere din scriere sau din vorbire a unor elemente care se subînțeleg ori care nu sunt absolut necesare pentru înțelesul comunicării.

- elipsă lexicală - elipsă care vizează elemente de ordin lexical (cuvinte) din cadrul unor sintagme, locuțiuni, expresii sau formule de diferite tipuri, care preiau sensul cuvintelor omise;
- gramaticală - elipsă care vizează elementele de ordin gramatical, unitățile sintactice care nu sunt strict indispensabile pentru a fi exprimate în comunicare (inclusiv o propoziție întreagă).

- emoție - sentimentele și stările afective pe care autorul încearcă să le transmită prin intermediul personajelor, narațiunii, descrierilor și dialogurilor; joacă un rol central în crearea unei legături între text și cititor, în aprofundarea caracterizării personajelor și în amplificarea impactului poveștii.
- endecasilab - vers compus din 11 silabe.
- epanodă - vezi regresiune.
- epigoni - scriitori de valoare minoră care apar în perioada de declin a unui curent literar sau care imită, la nivel mediocru, un mare creator.
- epitaf - compoziție lirică de dimensiuni restrânse scrisă cu prilejul morții cuiva, în scopul evocării personalității defunctului.
- erou byronian - tip de personaj literar asociat cu poetul George Gordon Byron și care este o figură iconică a literaturii romantice, caracterizată prin trăsături ca: individualism, spirit rebel, nonconformist, misterios, melancolic.
- eufonie - vezi armonie.
- expresie:

- construcție concisă care exprimă, de obicei în mod figurat, o idee;
- manifestare, redare a ideilor, a sentimentelor etc. prin cuvinte, fizionomie, gesturi.
- expresie artistică - expresie care presupune măiestrie, care corespunde gustului estetic și exigențelor artei (adeseori ea poate fi echivalată cu anumite figuri de stil folosite de scriitori).
- expresie vulgară - exprersie cu un conținut necuviincios, neadmis de simțul cultivat al limbii; expresie jignitoare, grosolană, ordinară, josnică, degradantă pentru cel care o folosește.
- extras:

- fragment, pasaj, citat scos, reprodus dintr-o lucrare;
- articol, studiu apărut într-o publicație periodică etc. tipărit aparte în broșură.

## F
- fabulă:

- scurtă istorioară alegorică, în versuri sau în proză, având de obicei personaje animale, plante sau lucruri, prin care se satirizează deprinderi, moravuri, greșeli etc.;
- ansamblu de fapte și episoade care alcătuiesc acțiunea unei opere literare.
- facsimil - reproducere exactă a unei scrieri, a unei semnături, a unui desen cu ajutorul fotografiei, al fototipiei, prin copiere manuală etc.
- factură - ansamblul mijloacelor de expresie care determină specificul unei opere literare.
- fantastic - trăsătură distinctivă a basmului popular, prin care sunt prezentate idei sau fapte care nu există în realitate, create, plăsmuite de imaginație, fabulkoase.
- fantezie - termen prin care este denumită imaginația creatoare.

- fantezie științifică - gen literar subordonat celui științifico-fantastic, în care se îmbină și elemente de fantezie.
- fantezie urbană - subgen al literaturii fantastice în care elementele supranaturale, magice sau mitologice sunt integrate într-un mediu urban modern sau contemporan.

- ficțiune speculativă - termen care acoperă mai multe genuri ale literaturii/ficțiunii fantastice și anume science fiction, fantasy, literatură de groază (horror) și stranie (weird), ficțiune supranaturală, ficțiune dedicată supe-eroilor, ficțiune utopică și distopică, ficțiune apocaliptică și post-apocaliptică, genul de istorie alternativă, respectiv prezența tuturor acestor genuri și sub-genuri în film, arte plastice și în alte domenii artistice.
- fișă:

- foaie (mică) de hârtie sau de carton folosită pentru a face însemnări în cursul unei documentări sau în vederea elaborării unei lucrări; conținutul unei fișe;
- (în biblioteci) foaie de carton de format unitar pe care se trec datele bibliografice fundamentale privitoare la o carte sau la o publicație periodică.
- "Fiziologul" - scriere populară din secolul al II-lea, moralizatoare, asemănătoare unui manual de zoologie, în care descrierea animalelor, fantastice sau reale, este urmată de pilde esopice (sinonim: Bestiar).
- flashback - vezi analepsă.
- floare albastră - simbol literar romantic care provine din literatura germană și a fost popularizat de Novalis; reprezintă idealul inefabil, dorința de cunoaștere infinită și căutarea absolutului, fiind și un simbol al iubirii pure, al dorinței de transcendere și al visului de a atinge perfecțiunea sau un sens mai profund al existenței.
- fluxul conștiinței - tehnică narativă (utilizată de autori ca: James Joyce, Virginia Woolf, Marcel Proust) ce urmărește să redea gândurile și sentimentele personajelor într-un mod cât mai autentic, așa cum apar ele în mintea acestora și aceasta pentru a reflecta complexitatea conștiinței umane.
- fond de cărți - totalitatea cărților pe care le posedă o bibliotecă.
- fragment - parte izolată dintr-o scriere sau rest dintr-o operă pierdută ori neterminată.

## G
- geminație - vezi repetiție.
- "Generația beat" - grup de scriitori de la mijlocul secolului la XX-lea, care își exprimau deziluzia provocate de tensiunile politice internaționale printr-un stil de viață și de scriere non-conformist ca tematică și stil.
- "Generația lui 98" - grupare de scriitori din Spania, afectați de pierderea coloniilor din Cuba, Puerto Rico și Filipine din 1898.
- greșeală de stil - greșeală de exprimare constând fie dintr-o abatere de la regulile sintaxei, fie dintr-o întrebuințare improprie a termenilor.

## H
- hard science fiction - gen al științifico-fantastic-ului în care se pune accentul pe detaliile științifice sau tehnice; vezi și soft science fiction.
- hermeneutică - teoria și arta interpretării unui text, în special textele vechi.
- hexalogie - operă literară compusă din șase părți distincte.
- hexametru - vers antic compus din șase picioare, în care predomină în genere dactilul, în mod obligatoriu în piciorul al cincilea.
- hiperbolă - figură de stil care, spre deosebire de litotă, constă în exagerarea în sens augmentativ a unui fapt, a unei trăsături cu scopul de a produce o impresie puternică.
- hipotaxă - procedeu stilistic prin care se utilizează multe propoziții subordonate într-o frază sau în fraze care se succed.

## I
- idilă - specie de poezie lirică și erotică, din sfera bucolică, în care este prezentată, în formă optimistă sau idealizată, viața și dragostea în cadrul campestru și pastoral; sinonime: bucolică, eglogă, pastorală.
- imn

- poezie lirică însoțită de un cântec în cinstea unui eveniment, unui erou, unei idei;
- cântec solemn adoptat ca simbol al unui stat.
- indice - număr, literă sau simbol literal așezat la dreapta sau la stânga (mai sus sau mai jos) față de un alt număr sau altă literă, cărora le precizează valoarea sau înțelesul;
- indice de clasificare zecimală - semn convențional cu care se notează un domeniu de cunoștințe sau o anumită problemă într-un sistem de clasificare dupa conținut a publicațiilor.
- intertextualitate⁠(d) - relația dintre un text și alte texte, fie prin referințe directe, aluzii, parodii, pastișe sau alte forme de conexiune.
- intonație - variație de înălțime a vocii în timpul vorbirii, interpretării unui text etc.; inflexiune, ton, accent.
- intrigă:

- schemă generală de fapte și de acțiuni care reprezintă subiectul unor opere literare;
- incident din care izbucnește conflictul într-o operă literară.
- inversiune - schimbare a ordinii obișnuite a anumitor cuvinte în frază (pentru a obține efecte stilistice).

## J
- jurnal - scriere în care un autor își notează, sub formă de însemnări zilnice, evenimente legate de biografia sa.

## K
- kasída:

- veche specie literară, caracteristică liricii arabe clasice;
- compoziție poetică de mari dimensiuni.

## L
- lakistă, școala ~ - grupare literară de la începutul secolului al XIX-lea, care exprimă latura conservatoare și evazionistă a romantismului englez.
- legătorie - atelier sau secție în care se cartonează sau se broșează cărți, reviste etc.
- legendă:

- specie a genului epic, în versuri sau în proză, prin care se explică, utilizându-se de obicei elemente fantastice, geneza unui lucru, a unei plante sau se evocă fapte neobișnuite ale unor eroi;
- povestire din viața primilor creștini sau a sfinților medievali;
- text explicativ care însoțește o ilustrație.
- letrism:

- teorie literară formalistă, apărută în Franța după cel de-al Doilea Război Mondial și care consideră că poezia s-ar defini prin sonoritatea literelor, dispuse mai mult sau mai puțin arbitrar;
- curent literar caracterizat prin respingerea convențiilor literare și artistice existente în acea perioadă și prin încercarea de a crea o nouă formă de expresie artistică bazată pe principiile revoluționare ale spontaneității și libertății totale.
- licență poetică - abatere a poeților de la normele gramaticale ale limbii, cerută de necesitățile rimei, ritmului sau din dorința de a realiza o stilistică particulară.
- literatură:

- totalitatea producțiilor scrise, aparținând unei epoci, națiuni sau unui domeniu de activitate, care cuprinde, alături de beletristică, și opere științifice, politice, filozofice, publicistice etc.;
- artă, al cărui mijloc de exprimare este limba (cuvântul); sinonim: beletristică.
- literatură comparată⁠(en)[traduceți] - disciplină care are drept obiectiv studierea comparativă a diferitelor literaturi naționale, influențele reciproce ale acestora, factorii care condiționează aceste influențe și circulația mondială a diferitelor motive literare.
- literatură de anticipație - vezi literatură științifico-fantastică.
- literatură națională - totalitatea creațiilor literare aparținând unei națiuni și reflectând specificul național.
- literatură științifico-fantastică - gen al literaturii beletristice, care, uzând de fantezie și de cuceriririle noi ale știiințelor naturii și tehnicii, prezintă aspirații și vise îndrăznețe ale autorului; alte denumiri: literatură de anticipație, știință-ficțiune, science-fiction.
- literatură universală - totalitatea operelelor literare ale tuturor popoarelor din toate timpurile, care devin un bun cultural al întregii omeniri.
- litotă - figură de stil opusă hiperbolei, constând din micșorarea dimensiunilor și importanței unui obiect, unei ființe sau a unei stări sufletești, pentru a exprima mai pregnant atitudinea de ironie, umor, duioșie etc.
- livresc:

- care se întemeiază exclusiv pe cele aflate din cărți;
- (despre cuvinte, expresii) care este folosit numai în cărți sau în limbajul oamenilor culți.
- localizare - opera literară adaptată pentru a corespunde anumitor condiții de loc sau de timp.
- loc comun - vezi clișeu.
- lucrare - studiu scris asupra unui anumit subiect; scriere, operă artistică sau științifică.

## M
- macamá - gen literar specific literaturii arabe, care este asemănător cu nuvela și cu povestirea, dar folosește proza ritmată, iar narațiunea este presărată cu momente hazlii la care participă și autorul.
- macaronică, pozie ~ - gen de poezie scrisă sub forma unei parodii; prin folosirea burlescă a cuvintelor latine, se urmărește satirizarea moravurilor cavalerești.
- madh - gen specific poeziei arabe clasice, echivalent cu panegiricul.
- madrigal - specie a genului liric de proporții restrânse, inițial cu conținut idilic sau galant, apoi cu ușoare tendințe didactice ori satirice, frecventă în special în literatura italiană și în cea franceză.
- mașină a timpului - dispozitiv ipotetic, prezent în science-fiction, cu care se poate întreprinde o călătorie în timp.
- melodramă:

- dialog cântat în tragedia antică greacă, între un corifeu și un personaj;
- dramă care utiliza acompaniamentul muzical pentru a marca intrarea sau ieșirea personajelor din scenă.
- metrică - ramură a poeticii care se ocupă cu studiul structurii versului și al unităților prozodice; totalitatea regulilor privind măsura versului; sistem de construire ritmică a versului.
- metru - grup de silabe ce constituie unitatea de măsură a versului unei poezii, unui poem liric.

## N
- narator - persoana care povestește o anumită întâmplare; este un personaj fictiv, întâlnit mai ales în operele epice, căruia autorul îi încredințează misiunea de a povesti faptele, de a descrie locurile și personajele.
- natural -  care este lipsit de artificiu, de rafinament, de afectare, simplu; care se realizeaza spontan, fără efort sau constrângere.
- navă stelară - termen întâlnit în literatura științifico-fantastică referitor la o navă spațială care efectuează o călătorie interstelară.
- nervură - profil vizibil pe cotorul unei cărți, provenind din tehnica de coasere a caietelor cărții; sinonim: bind.
- nota bene - formulă prin care se atrage atenția asupra unui pasaj, a unei idei într-un text ori asupra corecturilor deosebite de tipar.
- notă (mai ales la plural)  - fiecare dintre adnotările la un text literar sau științific, cuprinzând informații suplimentare de amănunt, referințe bibliografice etc., trecute în josul paginii respective ori la sfârșitul sau la începutul volumului adnotat.
- notă explicativă - anexă la o carte, conținând explicații referitoare la conținutul acesteia.
- note de călătorie (sau de drum) - însemnări referitoare la impresiile culese dintr-o călătorie.
- note marginale - însemnări făcute pe marginea unui text tipărit (sau a unui manuscris).

## O
- octavă - strofă alcătuită din opt versuri endecasilabice, dintre care primele șase cu rimă încrucișată, iar ultimele două cu rimă împerecheată, folosită, mai ales în poezia italiană, spaniolă și portugheză.
- operă dramatică - vezi piesă de teatru.
- operă (literară):

- lucrare originală în domeniul literaturii, creație literară;
- ansamblul lucrărilor unui scriitor.
- opere complete - ediție cuprinzând toate operele unui scriitor.
- original:

- (despre scriitori) care creează ceva nou, personal, fără a folosi un model făcut de altul;
- (despre opere literare) care iese din comun, neobișnuit, ciudat, bizar; excentric, extravagant.

## P
- pagină - fiecare dintre cele două fețe ale unei foi de hârtie dintr-o carte, dintr-un caiet, ziar, registru etc., față; prin extensie: cuprinsul textului unei asemenea fețe; fragment, capitol dintr-o scriere sau din ansamblul unei opere mai mari.
- pagină de titlu - pagină a unei cărți care conține titlul, subtitlul, autorul, editura și ediția.
- palimpsest - pergament pe care s-a șters sau s-a ras scrierea inițială, pentru a putea fi utilizat din nou, și pe care de obicei se mai pot citi urmele vechiului text.
- paradoxografie - gen literar, apărut în epoca elenistică, care se ocupă cu povestirea de povești și întâmplări incredibile, neobișnuite sau chiar fabuloase.
- parodie - imitarea unui alt text, de obicei într-un mod comic sau satiric, pentru a evidenția anumite trăsături sau a critica originalul; presupune o cunoaștere prealabilă a textului parodiat din partea cititorului.
- pasaj - fragment (mai lung) citat, indicat undeva dintr-o scriere.
- pastișă - lucrare care imită sau parodiază stilul, subiectul sau forma unei opere literare celebre sau a unui autor consacrat, creată pentru a omagia sau a face referire la o lucrare sau un autor specific, adesea oferind o interpretare personală sau recontextualizând elementele originale într-un mod nou sau inedit.
- pastorală - vezi idilă.
- peisaj - descriere, reprezentare a naturii în opere literare; compoziție literară descriptivă.
- perifrază - procedeu gramatical și stilistic de exprimare prin mai multe cuvinte a ceea ce, în mod obișnuit, se poate reda printr-un singur cuvânt; grup de cuvinte care înlocuiește un termen unic cu același sens; sinonim: circumlocuție (sau circumlocuțiune).
- personaj - persoană care participă la acțiunea prezentată într-o operă literară; poate fi: principal, secundar, episodic, figurant.
- picior - unitate ritmică a unui vers, compusă dintr-un număr fix de silabe lungi și scurte sau accentuate și neaccentuate.
- piesă (de teatru) - operă literară compusă în formă de dialog și destinată reprezentării pe scenă; operă dramatică.
- pitoresc - (despre stil și limbă) plastic, bogat în imagini, colorat, viu, expresiv.
- plachetă - volum mic, cu puține foi; culegere de versuri; broșurică.
- plan:

- distribuție metodică a părților componente ale unei lucrări științifice, literare, ale unei expuneri etc.;
- proiect elaborat cu anticipare, cuprinzând o suită ordonată de operații destinate să ducă la atingerea unui scop; program (de lucru).
- poezie:

- modalitate a literaturii care exprimă mesajul artistic cu ajutorul imaginilor expresive, al unui limbaj concentrat, al afectivității, al rimei, al ritmului etc.; creație literară în versuri;
- totalitatea compozițiilor în versuri ale unui poet, ale unui curent literar, ale unui popor etc.;
- caracter poetic al unei opere literare, al unui peisaj, al unei situații etc.
- poezie alexandrină - gen de poezie rafinată, erudită și obscură, caracteristică epocii elenistice.
- prolix:

- (despre vorbire, stil) lipsit de concizie, prea încărcat;
- (despre oameni) care se exprimă cu prea multe cuvinte (adesea inutile), confuz sau complicat.
- punct culminant -  momentul de cea mai mare încordare al unei acțiuni într-o operă literară.

## R
- rapsodie - (în Grecia antică) fragment dintr-un poem epic recitat de rapsozi; cântec epic.
- rând - linie, șir de cuvinte într-un text.
- rând alb - spațiu nescris între două rânduri scrise.
- rând melodic - fragment melodic corespunzător unui vers.
- realism social - curent literar care pune accent pe reprezentarea fidelă a vieții sociale, economice și politice, abordând teme precum sărăcia, injustiția⁠(d), conflictele de clasă și condițiile de viață ale oamenilor din păturile marginalizate.
- reduplicație - vezi repetiție.
- reflector - personaj literar, purtătorul de cuvânt al autorului.
- registru -  trăsăturile particulare, tonalitatea proprie unei opere literare, a unui discurs etc.
- regresiune - procedeu retoric constând în repetarea detaliată a fiecăruia dintre cei doi termeni ai unei enumerări; sinonim: epanodă.
- repetiție - figură de stil ce constă în reluarea unui cuvânt (grup de cuvinte) de la sfârșitul unei unități sintactice sau metrice la începutul unității următoare; sinonime: anadiploză, geminație, reduplicație.
- reversiune - vezi conversiune.
- rezumat - redare pe scurt a conținutului unei opere literare, a unei expuneri; recapitulare succintă; vezi și breviar.
- ritm ascendent - (în versificație) serie metrică sau metru care începe cu o poziție slabă.
- roman:

- specie a genului epic, de întindere mare, cu conținut complex, care se desfășoară de-a lungul unei anumite perioade și angajează mai multe personaje, presupunând un anumit grad de adâncime a observației sociale și analizei psihologice;
- operă narativă în proză sau în versuri scrisă, în Evul Mediu, într-o limbă romanică;
- succesiune de întâmplări cu multe episoade care par neverosimile.
- roman biografic - gen de roman care oferă o relatare fictivă a vieții unei persoane contemporane sau istorice.
- roman de capă și spadă - formă de roman de aventuri în care personajul principal este un erou justițiar, care își folosește abilitățile de luptă pentru deservirea unor scopuri nobile.
- roman epistolar - tip de roman care este scris sub forma unei corespondențe între personajele sale, prezentând acțiunea și povestea prin intermediul scrisorilor, jurnalelor și altor forme de scriere personală.
- roman gotic - roman dezvoltat în Anglia în a doua jumătate a secolului al XVIII-lea, ca o reacție împotriva raționalismului iluminist, care cultiva interesul pentru istorie, întâmplări terifiante etc.
- roman grafic - formă de literatură narativă care combină textul și ilustrațiile⁠(d) într-un format asemănător unei cărți, utilizând structura vizuală și stilul benzilor desenate pentru a spune o poveste completă.

- romanță - specie a poeziei lirice sentimentale, de obicei de inspirație erotică.

## S
- satiră - gen literar care folosește umorul, ironia, hiperbola sau ridiculizarea pentru a critica și a evidenția defectele, viciile, prostia sau corupția indivizilor, instituțiilor sau societății în ansamblu.
- schiță:

- specie literară a genului epic, de dimensiuni reduse, care înfățișează un (singur) episod caracteristic din viața unuia sau mai multor personaje;
- lucrare, operă care cuprinde o privire generală și sumară asupra unui anumit subiect.
- scoarță - copertă rigidă a unei cărți, a unui registru etc.
- science-fiction - vezi literatură științifico-fantastică.
- scriere apocrifă - termen referitor în special la lucrările religioase și care indică faptul că opera literară respectivă are autorul necunoscut sau nesigur.
- scriere creativă - scriere care depășește limitele formelor normale ale literaturii profesionale (jurnalistice, academice sau tehnice), identificate de obicei prin accentul pus pe arta narativă, dezvoltarea personajelor și utilizarea limbajului figurativ.
- scriere în oglindă - scriere în direcția inversă modului natural al scrierii într-o limbă dată, astfel încât rezultatul este imaginea în oglindă a scrierii normale.
- sinecdocă - figură de stil care constă în lărgirea sau restrângerea sensului unui cuvânt prin folosirea întregului în locul părții (și invers), a particularului în locul generalului, a generalului în locul particularului, a materiei din care este făcut un lucru în locul lucrului însuși etc.
- sinestezie - tehnică literară constând în transpunerea metaforică a datelor unui simț în limbajul altui simț.
- sistem de catalogare - felul în care sunt redactate cataloagele unei biblioteci (după autori, după conținut, după locul unde sunt așezate publicațiile etc.) în funcție de specificul acesteia (vezi și catalogare).
- slice of life - stil narativ sensibil, realist și adesea poetic, care ne arată că frumusețea și emoția pot fi găsite și în lucrurile cotidiene.
- soft science fiction - categorie de science-fiction care explorează științele sociale: psihologie, științe politice, antropologie; vezi și hard science fiction.
- stil - mod specific de exprimare într-un anumit domeniu al activității omenești, pentru anumite scopuri ale comunicării; fel propriu de a se exprima al unei persoane.

- stil hermeneutic - stil al literaturii latine din Evul Mediu Timpuriu, caracterizat prin utilizarea extensivă a cuvintelor neobișnuite și ezoterice, în special derivate din greacă.
- stil indirect liber - stil prin care se exprimă ideile și sentimentele cuiva ca și cum cel care le relatează s-ar identifica, în anumite momente, cu persoana căreia acestea îi aparțin.

- strigătură - specie literară a liricii populare, de obicei în versuri, cu caracter epigramatic, cu aluzii satirice sau glumețe ori cu conținut sentimental, care se rostește în timpul executării unor jocuri populare; chiuitură.
- strofă alcaică - catren format din versuri alcaice: doi endecasilabi, un eneasilab și un decasilab.
- structură - fel de alcătuire a unei compoziții, a unei opere literare.
- struțocămilă - termen alegoric, introdus de Dimitrie Cantemir în Istoria ieroglifică și care denotă o alcătuire hibridă, din două elemente incompatibile.
- subiect:

- totalitatea acțiunilor, evenimentelor (prezentate într-o anumită succesiune) care alcătuiesc conținutul unei opere literare, cinematografice etc.;
- chestiune, temă despre care vorbește sau scrie cineva; cauză, pricină, motiv.
- subiectivitate - modul în care o poveste, un personaj sau o experiență sunt prezentate din perspectiva personală și interioară a unui narator sau a unui personaj; implică reflectarea gândurilor, sentimentelor, emoțiilor și percepțiilor individuale, distincte de faptele obiective și de realitatea exterioară; este esențială pentru a crea o conexiune profundă între cititor și personaj, oferindu-i acces la complexitatea și autenticitatea experienței umane.
- subtitlu - al doilea titlu al unei lucrări, de obicei scris cu caractere mai mici și pus sub titlul principal, pe care îl completează.
- supracopertă - copertă suplimentară tipărită din hârtie mai groasă, din material plastic etc., care îmbracă coperta unei cărți, a unui album etc., în scopul protejării lor și al prezentării grafice mai atrăgătoare.
- sursă:

- document sau text original la care se face o referință; izvor;
- operă care furnizează unui creator o temă sau o idee; izvor de inspirație.
- suspans - tehnică narativă utilizată pentru a crea tensiune și anticipare în rândul cititorilor; apare atunci când autorul introduce situații incerte, periculoase sau pline de mister, care îi fac pe cititori să se întrebe ce urmează să se întâmple.
- suspensie - întrerupere a șirului gândirii și al comunicării, când vorbitorul caută anumite cuvinte și care în scris este marcată prin puncte de suspensie.

## Ș
- șablon - vezi clișeu.
- știința literaturii - disciplină care studiază fenomenul literar, având trei ramuri distincte: teoria literaturii, critica literară și istoria literaturii.
- știință-ficțiune - vezi literatură științifico-fantastică.
- științifico-fantastic militar - subgen al science-fiction-ului, în care personajele fac parte dintr-un serviciu militar și în care are loc un conflict armat în general pe o altă planetă; exemplu Războiul lumilor al lui H. G. Wells.

## T
- tablă de materii - vezi cuprins.
- tablou:

- figură de compoziție alcătuită din descrieri sugestive ale unor acțiuni, evenimente, fenomene naturale etc., încadrate în aceeași unitate spațio-temporală;
- descriere sau evocare făcută prin cuvinte;
- diviziune a unei piese de teatru sau subdiviziune a unui act, care marchează schimbarea decorului, trecerea timpului etc.
- tautogramă - gen de poezie în care toate cuvintele încep cu aceeași literă.
- teoria literaturii - ramură a științei literaturii care studiază trăsăturile generale ale creației literare, curentele și metodele artistice etc.
- testament - operă tardivă a unui scriitor, considerată ca ultima expresie a concepțiilor sale estetice ori literare.
- tetralogie - operă literară compusă din patru părți distincte.
- text - ceea ce este exprimat în scris; conținut de idei scrise de un autor și alcătuind o operă literară sau științifică, un discurs, o lege etc.; fragment, parte dintr-o scriere.

- text descriptiv - text care are la bază o descriere.
- text dialogat - text care are la bază o conversație între două sau mai multe persoane; text alcătuit sub forma unui dialog.
- text narativ - text care are la bază o narațiune, o istorisire, o povestire.

- textualism - abordare critică, opusă interpretării contextuale, care se concentrează în principal pe textul în sine și pe analiza sa literară, ignorând în mare măsură contextul istoric, biografic sau cultural al autorului sau orice alte aspecte exterioare textului.
- tipar - vezi clișeu.
- tipologie - clasificare a tipurilor literare.
- tonalitate - particularitate dominantă a unei scrieri (literare).
- tradiționalism - (în mișcarea culturală și literară) tendință de supralicitare a elementelor tradiției ca valori în sine, fără confruntarea lor cu noile valori produse de evoluția social-culturală; supraevaluare a tradiției.
- traducere liberă - traducere care redă conținutul originalului fără a urma riguros forma acestuia.
- tramă - subiectul propriu-zis al unei opere literare sau al unei piese de teatru; acțiunea, intriga, canavaua pe care se țes evenimentele operei respective.
- trop - figură de stil care presupune utilizarea unui cuvânt sau a unei expresii într-un mod diferit de sensul său obișnuit, pentru a crea un efect artistic sau pentru a sublinia o anumită idee; exemple: metaforă, comparație, metonimie, sinecdocă, ironie, personificare.
- turn de fildeș - termen metaforic care semnifică izolare, sublimitate față de elitismul real, academic, autosuficiență.

## U
- umanism - mișcare socială și culturală apărută în Europa de Vest în secolul al XIV-lea, ca expresie a luptei împotriva feudalismului și a învățăturii scolastice, care a promovat ideea încrederii în valoarea omului și a perfecționării sale, a militat pentru dezvoltarea liberă și multilaterală a personalității umane, pentru o cultură laică (în spiritul vechii culturi clasice) etc.
- umor - specie a comicului, care dezvăluie laturile rizibile ale unei persoane sau fenomene, fără să le confere o apreciere negativă.
- unanimism - mișcare literară franceză de la începutul secolului al XX-lea, care considerând ființa umană ca membră a unui grup social, promova insiprația din viața mulțimilor.

## V
- valoare stilistică - procedeu artistic care evidențiază anumite calități printr-o expresie, care astfel devine figură de stil.
- verbigerație - repetarea stereotipă a unor cuvinte sau fraze în scopul obținerii unor efecte stilistice.
- vers:

- unitate prozodică elementară, alcătuită dintr-unul sau mai multe cuvinte, potrivit unei scheme și determinată fie de cantitatea silabelor, fie de accent, fie de numărul silabelor;
- fiecare dintre rândurile care alcătuiesc strofele unei poezii.
- vers alcaic - vers de tipul celui creat de poetul antic grec Alceu, care este alcătuit din 9-11 silabe împărțite în cinci picioare metrice, cu cezura după al doilea picior; vezi și strofă alcaică.
- vers alexandrin⁠(d) - vers iambic, de 12 silabe, cu cezura după silaba a șasea, folosit pentru prima dată în versiunea franceză (sec. 12) a cărții populare Alexandria.
- vers anacreontic:

- tip de vers (iambic, dimetru) caracteristic odelor atribuite lui Anacreon;
- (despre stil) în maniera poeziilor (erotice) de curte atribuite lui Anacreon, care se distingeau prin formele strălucite, dar superficiale, cu o grație delicată și tristă, cântând, la modul idilic, în special dragostea și plăcerile bahice.
- vers liber - rânduri de poezie în care normele prozodice, dacă apar, sunt aplicate necanonic, după dorința autorului.
- volum:

- carte (legată sau broșată) având în genere mai mult de zece coli de tipar;
- diviziune a unei lucrări editate în mai multe volume; tom.

## Z
- zbórnic:

- culegere cuprinzând legende hagiografice, comentarii religioase ale scripturii;
- codice manuscris obținut prin copierea sau broșarea împreună a unor texte variate.
- zburător - (în literatura romantică) personificare a sentimentului erotic, a dorului de bărbatul iubit; imaginea idealizată a iubitului.
- zicătoare - comunicare concisă, generalizatoare, asemănătoare maximei, uneori rimată, provenită din tezaurul popular și prin care se face o constatare de ordin general, filozofic.